# Ruta 16 (Chile)
Die Ruta 16 (kurz RN 16) ist eine Nationalstraße in der Región de Tarapacá im großen Norden Chiles. In ihrem Verlauf auf 46,7 km ist sie vollständig asphaltiert. Sie verbindet die Ruta 5, Huara und Pozo Almonte im Sektor Oficinas salitreras de Humberstone y Santa Laura mit Alto Hospicio und Iquique.
Aktuell wird eine Autopista mit dem Namen Autopista Rutas del Desierto gebaut, um dem großen Verkehrsaufkommen beizukommen. Ein anderes Projekt zur Verbesserung der Verkehrssicherheit ist der Bau eines Straßenanschlusses, der den Pass Cuesta del Toro und die Avenida Huantajaya in der Kommune Alto Hospicio verbindet. Dazu kommt noch die Ausführung dreier Lkw-Parkplätze und die Installation von Kameras und zusätzlichen digitalen Anzeigen.
Die offizielle Funktion dieser Ruta wurde im Jahre 2000 durch das Dekret Nº 2136 durch das Ministerio de Obras Públicas de Chile (MOP) ratifiziert.